# Військове сталеве (яйце Фаберже)
«Військове сталеве» — ювелірне великоднє яйце виготовлене фірмою Карла Фаберже на замовлення російського імператора Миколи II у 1916 році. Було подароване імператором дружині Олександрі Федорівні.